# Landgut Schütte, Toranlage

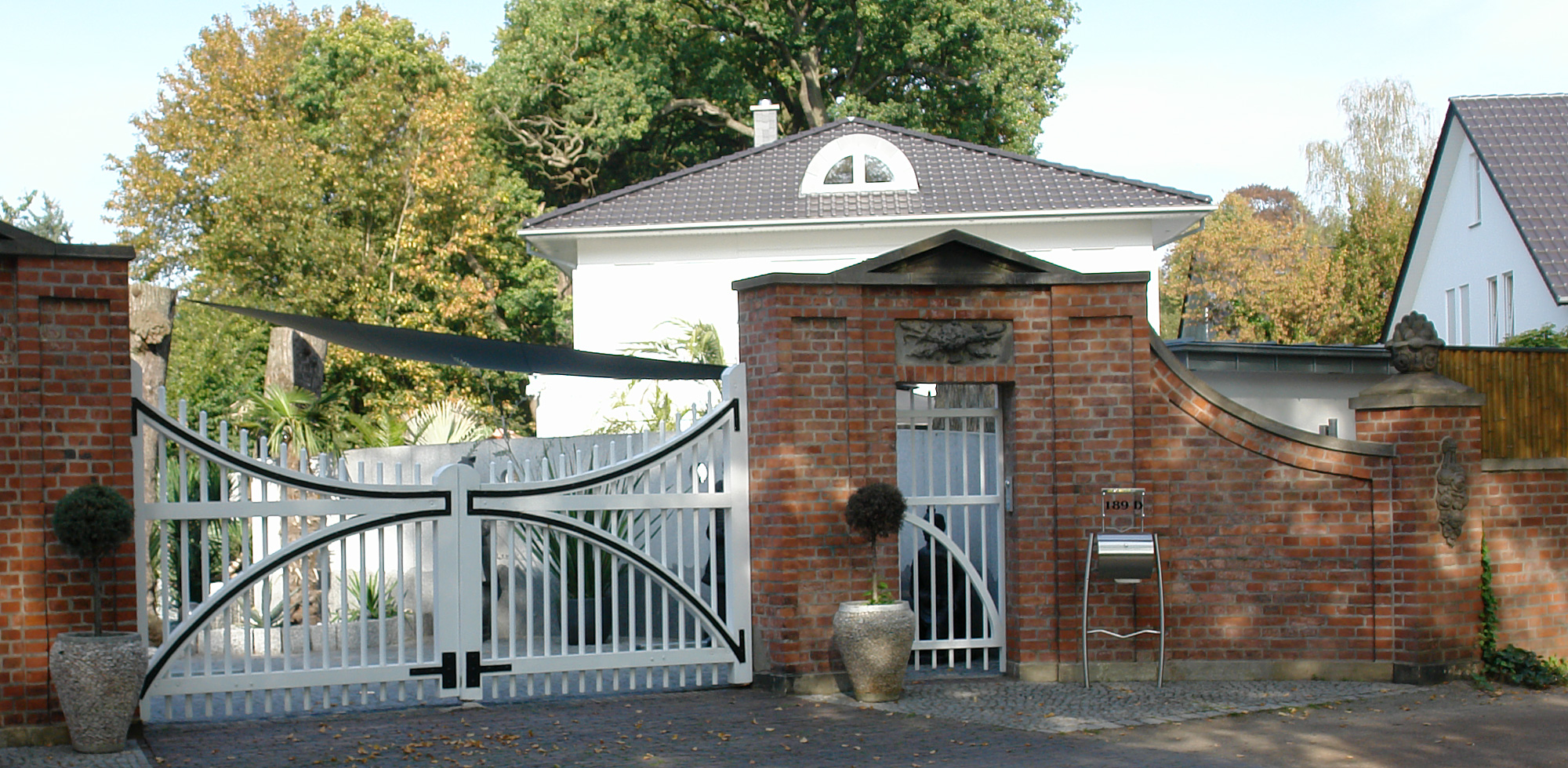
Toranlage

Die Toranlage des Landguts Schütte in Bremen-Oberneuland, Oberneulander Landstraße 189D, stammt aus dem Jahr 1913. Die Toranlage steht seit 1973 unter bremischem Denkmalschutz.

## Geschichte
Die markante historisierende Toranlage an der Südseite wurde 1913 nach Plänen von Rudolf Alexander Schröder und Diedrich Luley im neoklassizistisch-biedermeierlichen Stil für den Kaufmann Georg Schütte gebaut. Es ist eine eingezogene, symmetrische Toreinfahrt mit breiten Torpfosten und dem ovalen zweiflügeligen Tor aus einem einfachen Staketengerüst. Das Landesamt für Denkmalpflege Bremen befand: „Die besondere Note erhält die Anlage durch die geschwungenen Diagonalstreben des weiß gefassten Tores, die durch schwarze Bandeisen hervorgehoben sind. Qualitätvolle Sandsteinplastik.“
Das seit 1911 als Landgut Schütte bezeichnete Haus von Tabak- und Kaffeekaufmann Georg Schütte aus der Dynastie der Kaufleute Franz Schütte und Carl Schütte wurde 1875 als Landhaus Wedemeyer nach Plänen von Johann Georg Poppe (Bremen) für August und H. Wedemeyer gebaut. Das Gebäude diente zuletzt als BDM-Führerinnenschule und wurde 1936 abgerissen. Auf dem Schütte'schen Landgut steht seit 1914 auch das denkmalgeschützte Haus Weyhausen nach Plänen von Rudolf Alexander Schröder und Diedrich Luley. Auf dem Grundstück stehen weitere neuere Einfamilienhäuser und Villen.